# Nikolaus del Liechtenstein
Nikolaus del Liechtenstein (nome completo in tedesco Nikolaus Ferdinand Maria Josef Raphael; Zurigo, 24 ottobre 1947) è un principe e diplomatico liechtensteinese.
È stato il più longevo ambasciatore di una missione diplomatica presso la Santa Sede, avendo servito in tale incarico per più di trent'anni consecutivi.

## Biografia

### Gioventù

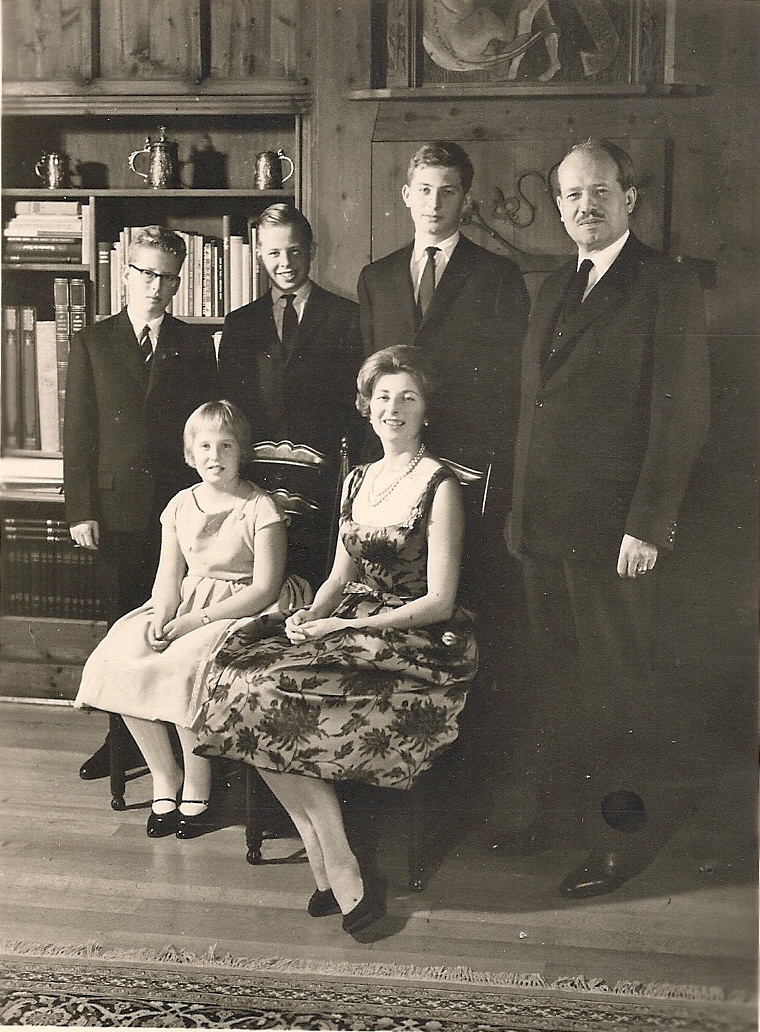
Il principe Nikolaus, in seconda fila a sinistra, con i genitori e i fratelli

Il principe Nikolaus è nato nel 1947 a Zurigo, come terzo figlio di Francesco Giuseppe II e di Giorgina di Wilczek, con cui condivideva il compleanno. Venne battezzato il 5 novembre nella clinica femminile della città dal canonico Ferdinand Matt; il suo padrino fu il nonno materno Ferdinand.
Tra il 1954 e il 1958 frequentò la scuola elementare a Vaduz ed entrò allo Schottengymnasium di Vienna nel 1959. Diplomatosi al Lyceum Alpinum Zuoz nel 1967, iniziò gli studi di diritto svizzero all'Università di Vienna nel 1968, completandoli nel 1972.
Dal 1971 fu, in successione al principe Emanuel, capo del Fürstlich Liechtensteinische Pfadfinderkorps St. Georg, confluito nel 1989 nella PPL in cui entrò come membro onorario. Oltre al tedesco, conosce sia l'inglese sia il francese.

### Carriera
Ricoprì il grado di Wissenschaftlicher Assistent presso la Croce Rossa a Ginevra dal 1973 al 1974. Come tirocinante lavorò al tribunale regionale principesco di Vaduz dal 1975 al 1976, poi fu consigliere all'Ufficio per le relazioni internazionali del Governo dal 1977 al 1978.
A partire dal 1979 fu per dieci anni rappresentante permanente del Liechtenstein al Consiglio d'Europa, di cui presiedette i ministri e i viceministri nel 1987. L'8 gennaio 1986 divenne il primo ambasciatore del Principato accreditato presso la Santa Sede; dopo essersi dimesso gli succedette nel 2017 il principe Stefan. Durante il suo incarico come ambasciatore la capitale del principato divenne sede dell'arcidiocesi di Vaduz, eretta nel 1997 per distacco dalla diocesi di Coira.
Dal 1989 e dal 1995 fu ambasciatore in Svizzera e rappresentante permanente del Liechtenstein presso le organizzazioni internazionali a Ginevra, ricoprendo entrambi gli incarichi fino al 1996. Dallo stesso anno al 2010 fu accreditato in Belgio e presso l'Unione europea.
È stato alla guida di alcune delegazioni negoziali del Principato in ambito economico, come nel caso dei trattati fiscali stipulati con gli Stati Uniti d'America e il Regno Unito. In particolare, dal 1990 al 1995 guidò la delegazione per l'adesione del Liechtenstein allo Spazio economico europeo.

### Matrimonio e altre attività
L'ufficio di gabinetto del Liechtenstein annunciò l'8 dicembre 1981 il suo fidanzamento con Margaretha di Lussemburgo, figlia del granduca Giovanni. Il 20 marzo 1982 la sposò nella cattedrale di Notre-Dame a Lussemburgo. Il loro matrimonio è attualmente l'ultimo tra i membri di due dinastie europee ancora regnanti.
Nel 1990 intervenne al Forum Europeo delle Guide e degli Scout a Großarl sui temi della caccia e della protezione della natura.

## Discendenza
Nikolaus del Liechtenstein e Margaretha di Lussemburgo ebbero due figli e due figlie:
- Principe Leopold Emmanuel Jean Marie (Bruxelles, 20 maggio 1984 - Bruxelles, 20 maggio 1984), tumulato nella Cripta Reale di Laeken;[13][14]
- Principessa Maria-Anunciata Astrid Joséphine Veronica (Uccle, 12 maggio 1985), ha studiato storia dell'arte e lavorato come curatrice.[15][16] Ha sposato l'imprenditore Emanuele Musini (1979), figlio di Nicolò (abiatico di Arturo Frondizi) e di Monica Traglio, civilmente il 26 giugno 2021 a Gubbio e religiosamente il 4 settembre nella Schottenstift a Vienna;[17][18][19][20] Hanno una figlia:    
  - Georgina Musini (2023)[21]
- Principessa Marie-Astrid Nora Margarita Veronica (Bruxelles, 26 giugno 1987), ha studiato lingue e letteratura a Londra, per poi praticare lo spagnolo in Argentina.[15][22] Ha sposato l'imprenditore Ralph "Rafe" Worthington V (1985), figlio del magnate Ralph Worthington IV e di Lucinda Earle Morrisey, civilmente il 18 settembre 2021 e religiosamente il 25 settembre nel duomo di Orbetello.[23][24] Hanno due figlie:
  - Althaea Georgina Worthinghton (2022)[21]
  - Aloisia Worthinghton (2023)
- Principe Josef-Emanuel Leopold Marie (Bruxelles, 7 maggio 1989), ha prestato servizio per un anno nelle Irish Guards, che guidò come portabandiera durante il Trooping the Colour del 2010, per poi studiare a Boston relazioni internazionali.[15][25][26] Ha sposato l'imprenditrice María Claudia "Cloclo" Echavarría Suárez (1988), figlia di Felipe Francisco Echavarría Rocha (?-2002) e di Evelia "Chiqui" Suárez, il 25 marzo 2022 nella chiesa di San Pietro Claver a Cartagena de Indias.[25][27][28][29] Hanno due figli:
  - Principe Leopoldo (2023)[25]
  - Principe Nikolai (2025)

## Titoli e trattamento
- 24 ottobre 1947 - 26 ottobre 1993: Sua Altezza Serenissima, il principe Nikolaus del Liechtenstein
- 26 ottobre 1993 - attuale: Sua Altezza Serenissima, il principe Nikolaus del Liechtenstein, conte di Rietberg

## Ascendenza
|                                         |                            |                                          | Genitori                                             |  |  | Nonni |  |  | Bisnonni                  |  |  | Trisnonni                            |  |
|                                         |                            |                                          |                                                      |  |  |       |  |  | Alfredo del Liechtenstein |  |  | Francesco di Paola del Liechtenstein |  |
|                                         |                            |                                          |                                                      |  |  |       |  |  | Alfredo del Liechtenstein |  |  | Francesco di Paola del Liechtenstein |  |
|                                         |                            | Ewa Potocka                              |                                                      |  |  |       |  |  | Alfredo del Liechtenstein |  |  |                                      |  |
| Luigi del Liechtenstein                 |                            |                                          |                                                      |  |  |       |  |  | Alfredo del Liechtenstein |  |  |                                      |  |
|                                         |                            | Enrichetta del Liechtenstein             | Luigi II del Liechtenstein                           |  |  |       |  |  |                           |  |  |                                      |  |
|                                         |                            | Enrichetta del Liechtenstein             | Luigi II del Liechtenstein                           |  |  |       |  |  |                           |  |  |                                      |  |
|                                         |                            | Enrichetta del Liechtenstein             | Franziska Kinsky von Wchinitz und Tettau             |  |  |       |  |  |                           |  |  |                                      |  |
| Francesco Giuseppe II del Liechtenstein |                            | Enrichetta del Liechtenstein             |                                                      |  |  |       |  |  |                           |  |  |                                      |  |
|                                         |                            | Carlo Ludovico d'Asburgo-Lorena          | Francesco Carlo d'Asburgo-Lorena                     |  |  |       |  |  |                           |  |  |                                      |  |
|                                         |                            | Carlo Ludovico d'Asburgo-Lorena          | Francesco Carlo d'Asburgo-Lorena                     |  |  |       |  |  |                           |  |  |                                      |  |
|                                         |                            | Carlo Ludovico d'Asburgo-Lorena          | Sofia di Baviera                                     |  |  |       |  |  |                           |  |  |                                      |  |
| Elisabetta Amalia d'Asburgo-Lorena      |                            | Carlo Ludovico d'Asburgo-Lorena          |                                                      |  |  |       |  |  |                           |  |  |                                      |  |
|                                         |                            | Maria Teresa di Braganza                 | Michele del Portogallo                               |  |  |       |  |  |                           |  |  |                                      |  |
|                                         |                            | Maria Teresa di Braganza                 | Michele del Portogallo                               |  |  |       |  |  |                           |  |  |                                      |  |
|                                         |                            | Maria Teresa di Braganza                 | Adelaide di Löwenstein-Wertheim-Rosenberg            |  |  |       |  |  |                           |  |  |                                      |  |
| Nikolaus del Liechtenstein              |                            | Maria Teresa di Braganza                 |                                                      |  |  |       |  |  |                           |  |  |                                      |  |
|                                         | Johann Nepomuk von Wilczek | Johann Nepomuk Wilczek                   |                                                      |  |  |       |  |  |                           |  |  |                                      |  |
|                                         | Johann Nepomuk von Wilczek | Johann Nepomuk Wilczek                   |                                                      |  |  |       |  |  |                           |  |  |                                      |  |
|                                         | Johann Nepomuk von Wilczek | Emma Emo Capodilista                     |                                                      |  |  |       |  |  |                           |  |  |                                      |  |
| Ferdinand von Wilczek                   | Johann Nepomuk von Wilczek |                                          |                                                      |  |  |       |  |  |                           |  |  |                                      |  |
|                                         |                            | Elisabeth Kinsky von Wchinitz und Tettau | Ferdinand Bonaventura Kinsky von Wchinitz und Tettau |  |  |       |  |  |                           |  |  |                                      |  |
|                                         |                            | Elisabeth Kinsky von Wchinitz und Tettau | Ferdinand Bonaventura Kinsky von Wchinitz und Tettau |  |  |       |  |  |                           |  |  |                                      |  |
|                                         |                            | Elisabeth Kinsky von Wchinitz und Tettau | Marie von und zu Liechtenstein                       |  |  |       |  |  |                           |  |  |                                      |  |
| Giorgina di Wilczek                     |                            | Elisabeth Kinsky von Wchinitz und Tettau |                                                      |  |  |       |  |  |                           |  |  |                                      |  |
|                                         |                            | Zdenko Kinsky von Wchinitz und Tettau    | Johann Kinsky von Wchinitz und Tettau                |  |  |       |  |  |                           |  |  |                                      |  |
|                                         |                            | Zdenko Kinsky von Wchinitz und Tettau    | Johann Kinsky von Wchinitz und Tettau                |  |  |       |  |  |                           |  |  |                                      |  |
|                                         |                            | Zdenko Kinsky von Wchinitz und Tettau    | Iphigenie Dadan de Giulvaz                           |  |  |       |  |  |                           |  |  |                                      |  |
| Nora Kinsky von Wchinitz und Tettau     |                            | Zdenko Kinsky von Wchinitz und Tettau    |                                                      |  |  |       |  |  |                           |  |  |                                      |  |
|                                         |                            | Georgina Festetics de Tolna              | György Festetics de Tolna                            |  |  |       |  |  |                           |  |  |                                      |  |
|                                         |                            | Georgina Festetics de Tolna              | György Festetics de Tolna                            |  |  |       |  |  |                           |  |  |                                      |  |
|                                         |                            | Georgina Festetics de Tolna              | Eugénia Erdődy Erdődy de Monyorókerék et Monoszló    |  |  |       |  |  |                           |  |  |                                      |  |
|                                         |                            | Georgina Festetics de Tolna              |                                                      |  |  |       |  |  |                           |  |  |                                      |  |